# Энгстрём, Кристиан
Ларс Кристиан Энгстрём (швед. Christian Engström; род. 9 февраля 1960, Стокгольм) — шведский программист, активист и политический деятель. Заместитель председателя Пиратской партии Швеции. В 2009 году был избран депутатом Европейского парламента.

## Образование и карьера
Кристиан Энгстрём родился в Стокгольме. В 1983 году он окончил Стокгольмский университет с дипломом по математике и информатике. Во время обучения Энгстрём преподавал объектно-ориентированное программирование на языке Симула. Начиная с 1978 года, он подрабатывал в небольшой кампании, специализировавшейся на поисках фонетического подобия торговых знаков. После окончания обучения он перешёл на постоянную работу в этой организации. В 1987 году Энгстрём стал партнёром, а в 1991 — вице-президентом кампании. В 1997 году она была продана ведущей организации по поиску торговых марок, CompuMark. Энгстрём оставался в должности до 2001 года, когда покинул CompuMark, создав собственную консалтинговую фирму Glindra AB.

## Активистская и политическая деятельность
Пять лет Энгстрём работал добровольцем в Организации бесплатной информационной инфраструктуры (FFII), выступая против патентов на программное обеспечение. Он участвовал в кампании против распоряжения ЕС о патентах на ПО, отклоненной Европейским парламентом в июле 2005 года. Он также являлся соучредителем и заместителем председателя шведского отделения FFII.
В конце 80х Энгстрём вступает в Народную партию либералов. Он являлся судебным асессором партии в Окружном суде Стокгольма с 1992 по 1998 и принимал активное участие в политике Броммы, западного района Стокгольма. Он покинул Народную партию либералов 1 января 2006 года, после основания Пиратской партии Швеции.